# Goworowice
Goworowice – wieś w Polsce położona w województwie opolskim, w powiecie nyskim, w gminie Kamiennik.
W okolicach miejscowości wypływa niewielka rzeka Krynka, dopływ Oławy.
| SIMC    | Nazwa  | Rodzaj     |
| ------- | ------ | ---------- |
| 0495881 | Tarnów | przysiółek |

W latach 1954–1959 wieś należała i była siedzibą władz gromady Goworowice, po jej zniesieniu w gromadzie Kamiennik. 
We wsi działa klub sportowy, LZS Goworowice", grający obecnie w klasie B.

## Historia
Od pocz. XVIII w. wieś posiadała pieczęc gminną, na której wizerunku przedstawiono drzewo liściaste, a następnie od końca XVIII w. skrzyżowane narzędzia rolnicze: cep i grabie (?), pośrodku drzewo liściaste.

## Zabytki
Do wojewódzkiego rejestru zabytków wpisane są:
- kościół par. pw. Nawiedzenia NMP, z 1806 r., 1902 r.
- Pałac w Goworowicach
- park pałacowy.